# ۹۴۰ (خورشیدی)
۹۴۰ نهصد و چهلمین سال هجری خورشیدی است.

## رویدادها
- برابر (۹۶۹ ق.) - سام میرزا از شاه تهماسب یکم خواست که او را به خراسان بفرستد؛ شاه نیز موافقت کرد، اما بعد به تحریک مغرضان پشیمان شد و سام میرزا را با دو پسر خردسالش به دژ قهقهه فرستاد.

## زادگان
- اسکندر بیگ ترکمان، (درگذشت: ۱۰۱۲)، مورخ دوره صفویه و نویسنده کتاب عالم آرای عباسی